# Léon Rom
Pour les articles homonymes, voir Rom.
Léon Rom, né à Mons (Belgique) le 2 avril 1859 et mort à Bruxelles le 30 janvier 1924, est un militaire et entomologiste belge, qui fut commissaire du district de Matadi dans l'État indépendant du Congo alors propriété personnelle du roi des Belges Léopold II.

## Biographie
Léon Rom, né à Mons (Belgique) le 2 avril 1859, est le fils naturel d'Auguste Rom et d'Augustine Bruyère. Il est issu d'un milieu très modeste.
Il accomplit ses études moyennes inférieures à l'Athénée de Bruxelles. Le 6 octobre 1876, il s'engage dans l'armée belge au régiment des Carabiniers, sans toutefois avoir l’éducation nécessaire pour devenir officier. Licencié le 31 décembre 1884, il entre comme comptable dans une agence en douane bruxelloise, la Maison Timmermans et De Brouwer.
Peu fait pour le travail de bureau, il s'offre pour partir pour l'État indépendant du Congo où, le 12 février 1886, il est admis comme agent d'administration de 3e classe. Il s'embarque à Rotterdam 3 jours plus tard pour Matadi où il arrive le 29. Le 27 juillet 1886, il est désigné provisoirement pour Boma. Les connaissances acquises au cours de son emploi comme agent des douanes, en Belgique, le désignent à l'attention de ses supérieurs, au moment de nommer un vérificateur des droits de sortie à Matadi : Rom obtient la place et arrive à Matadi le 7 novembre. À une époque où ne vivent sur l’ensemble de ce territoire qu’une centaine d'Européens, son ascension est rapide. Devenu commissaire de district à Matadi, il préside, à ce titre, la première cérémonie de mariage d’un couple blanc dans l’État (Mr. Darling et Miss Emma Seed), en janvier 1887. En février 1888, il est huissier auprès du tribunal de 1re instance du Bas-Congo et le 27 octobre 1888, il est nommé commis de 1re classe.
À la fin de son terme, il rentre en Belgique où il arrive le 14 février 1889, mais rembarque le 2 juillet. À son arrivée à Boma, au début d'août, il est provisoirement appelé à exercer la fonction de commissaire de district et, en septembre, celle de juge suppléant au tribunal de 1re instance du Bas-Congo.
Vu le faible nombre de Blancs administrant le pays, la limite entre les fonctions militaires et civiles ne sont pas très nettes et Rom est ainsi nommé sous-lieutenant de la Force publique et, chef de station de Léopoldville, est chargé d’entraîner les troupes noires de la Force publique. Son salaire de capitaine est une fois et demie celui d’un colonel en Belgique. 
En avril 1894, il prend le commandement du district des Stanley Falls, capitale du plus grand district de la colonie. Il sera finalement promu capitaine-commandant. Selon Edward James Glave, ancien compagnon d'Henri Morton Stanley devenu journaliste qui le rencontre en 1895, il se comporte au Falls comme un potentat oriental sans aucun égard pour la population locale, la terrorisant notamment avec sa collection de crânes humains.
Son ascension ne se fait pas seulement au sein de l’armée ; pendant ses séjours coloniaux en Afrique, il collecte et rapporte en Europe de nombreux objets ethnographiques (ornements, armes, instruments de musique, fétiches, défenses d'éléphant, etc.) et quantités de spécimens de papillons. Il deviendra ainsi membre de la Société entomologique de Belgique.
Par la suite, il quitte l'armée, fonde une exploitation agricole au Congo en 1898 et devient ensuite chef de service et inspecteur à la compagnie du Kasaï.
Il décède à Ixelles, le 30 janvier 1924. Ses funérailles civiles sont célébrées le 2 février 1924 et il est inhumé au cimetière d'Etterbeek.

## Controverse
Selon les journaux anglais de l'époque coloniale se basant sur le témoignage d'Edward Glave, Léon Rom avait la réputation de collectionner des crânes humains rassemblés lors d’expéditions punitives. Il est également réputé pour être un propagateur en Belgique de la conception de la supériorité de l'homme blanc. De retour au pays, il publie, en 1899 un ouvrage à compte d’auteur intitulé Le Nègre du Congo dans lequel il présente de manière paternaliste conforme à la psychologie européenne de l'époque, le Nègre en général, la femme noire, la nourriture, les animaux domestiques, la médecine indigène, etc.,,.
Avec d'autres tels que Georges Antoine Klein, le commandant Edmund Barttelot, Arthur Hodister, il a inspiré à Joseph Conrad le personnage de Kurtz pour son roman Au cœur des ténèbres.
Il apparaît aussi, de manière très romancée, dans une adaptation de Tarzan de 2016 ayant été réalisée par David Yates, sous les traits de l'acteur Christoph Waltz. Il est le principal antagoniste du film, qui, en plus de réduire les Africains en esclavage et de convoiter les diamants dont le Congo recèle, enlève Jane pour forcer Tarzan à le suivre jusqu’au territoire d’une tribu voulant la peau de l’homme-singe, qui, une quinzaine d’années auparavant, a tué le fils de son chef pour venger le meurtre de Kala, sa mère adoptive.
Il faut cependant signaler que André-Bernard Ergo conteste le portrait négatif de Rom et les assertions de Hochschild selon lesquelles il aurait servi de modèle à Kurtz. De même dans le journal Le Soir du 25 juillet 1897, Léon Rom a démenti avoir fait usage de trophées de guerre ni avoir permis aux indigènes de se livrer à des actes de sauvagerie.

## Distinctions
- Chevalier de l'ordre de Léopold.
- Chevalier de l'ordre de la Couronne.
- Chevalier de l'ordre royal du Lion (État indépendant du Congo).
- Étoile de Service avec trois raies (État indépendant du Congo).
- Médaille de la campagne arabe (État indépendant du Congo).